# Plagiohammus inermis
Plagiohammus inermis là một loài bọ cánh cứng trong họ Cerambycidae.